# تنظيم علماء الإسلام في عموم الهند
تنظيم علماء الإسلام في عموم الهند المعروف أيضًا باسم تنظيم علماء الإسلام، هو منظمة للمسلمين السنة البريلوية. ويظهر من تصريحات أعضائه أنهم معادين للسلفية بشدة. في عام 2019، زعمت مقالة في صحيفة تايمز أوف إينديا عبر موجز شبكة تايمز نيوز أن التنظيم هو المنظمة السُنّية السائدة في البلاد. تأسس التنظيم على يد أشفق حسين قادري في دلهي. والأمين العام هو صاحب الدين رضوي.

## الأنشطة
أصدر شهاب الدين رضوي الأمين العام للتنظيم فتوى بمقاطعة المنتجات الصينية. وقال شاهب الدين في بيان أصدره للصحافة أنه لو كان شاه روخ خان علم ابنه أريان خان في مدرسة دينية لما رأى هذا اليوم.
في 2016 عقد التنظيم مؤتمر في ملعب تالكاتورا، وأصدر فتوى ضد الإرهاب، وحذر ممن أسماهم "الوهابيين". كما نظم مؤتمر غريب نواز الدولي للسلام العالمي في 24 فبراير 2019 في أرض ميدان رامليلا في نيودلهي. وبحسب المتحدث باسم الاتحاد الإسلامي الباكستاني للتكنولوجيا، شجاعت علي قادري، فقد أصدر المفتي والعلماء البارزون فتوى ضد الإرهاب خلال الحدث.